# Magderuds gård

Magderuds gård är en herrgård i Töreboda kommun.
Magderuds gård är en mindre herrgård, ursprungligen byggd i en våning i karolinerstil. Manbyggnaden samt magasin byggdes 1728 medan flygelbyggnaden är uppförd i början av 1800-talet. Gården hade 1942 en total areal av 836 hektar och jordarten bestod i huvudsak av mellanstyv lerjord. Skogsbeståndet var blandad barr- och lövskog. 